# Fantastyczna Czwórka

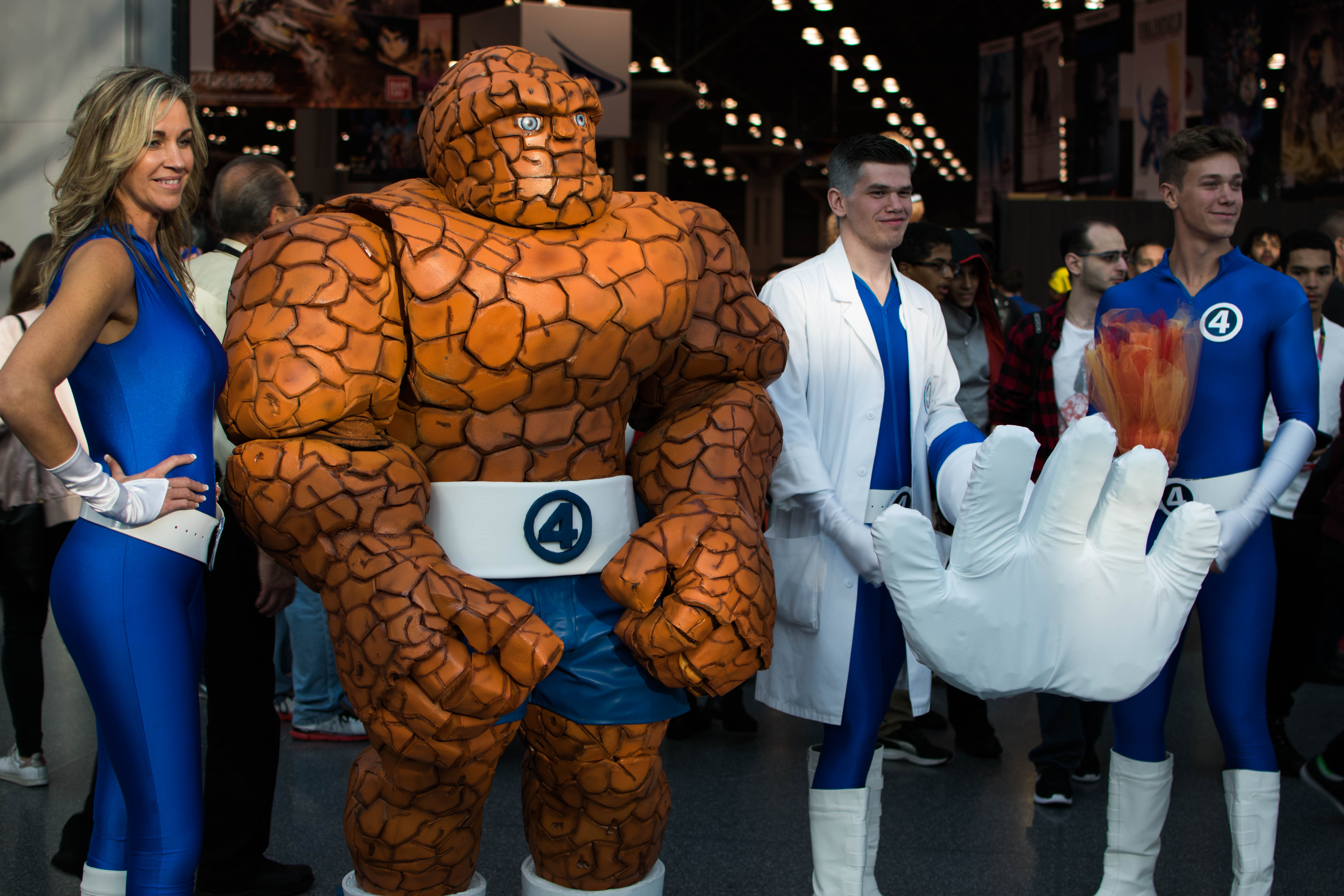
Cosplayerzy przebrani za członków Fantastycznej Czwórki na New York Comic Con w 2016 r.

Fantastyczna Czwórka (ang. Fantastic Four, FF) – drużyna fikcyjnych postaci komiksowych (superbohaterów), stworzonych przez Stana Lee i Jacka Kirby’ego w roku 1961 dla wydawnictwa Marvel Comics. Zadebiutowali oni w komiksie Fantastic Four vol. #1 (listopad 1961), jako odpowiedź Marvel Comics na sukces serii komiksów o przygodach drużyny Justice League of America wydawnictwa DC Comics. Podobnie jak część innych superbohaterów Marvela, idea Fantastic Four zrodziła się na bazie obaw Amerykanów przed zwycięstwem ZSRR w zimnowojennej rywalizacji obu mocarstw (w tym przypadku w wyścigu kosmicznym). Cechą charakterystyczną tych postaci jest fakt, że każdy z nich cechuje się odrębnym zestawem nadludzkich mocy. W komiksach z ich udziałem zadebiutowały również inne postacie Marvel Comics, takie jak: Doctor Doom, Galactus, Silver Surfer, Skrullowie, Inhumans, Black Panther.
Poza komiksem Fantastic Four pojawiała się w serialach animowanych i filmach fabularnych. W pierwszej, niskobudżetowej adaptacji przygód FF, która nigdy nie trafiła do kin – Fantastyczna Czwórka (Fantastic Four) z 1994 roku w reżyserii Oleya Sassone’a, w którym role członków drużyny zagrali: Alex Hyde-White (jako Mister Fantastic), Rebecca Staab (jako Invisible Woman), Michael Bailey Smith (jako Thing) i Jay Underwood (jako Human Torch). W dwuczęściowej serii filmów: Fantastyczna Czwórka (Fantastic Four) z 2005 roku i Fantastyczna Czwórka: Narodziny Srebrnego Surfera (Fantastic Four: Rise of the Silver Surfer) z 2007 (oba w reżyserii Tima Story) z następującą obsadą: Ioan Gruffudd (jako Mister Fantastic), Jessica Alba (jako Invisible Woman), Michael Chiklis (jako Thing) i Chris Evans (jako Human Torch). W 2015 roku pojawił się reboot serii. Odtwórcami ról członków drużyny zostali: Miles Teller (jako Mister Fantastic), Kate Mara (jako Invisible Woman), Jamie Bell (jako Thing) oraz Michael B. Jordan (jako Human Torch). Jego casting wywołał kontrowersje, a film został źle odebrany przez krytyków i stał się porażką komercyjną. W 2025 roku ma się pojawić kolejny reboot.
Fantastic Four stali się jedną z ikon współczesnej popkultury, wychodząc poza ramy amerykańskiego komiksu o superbohaterach.

## Historia drużyny
Na Fantastic Four składa się czteroosobowa załoga statku kosmicznego (kapitan Reed Richards, jego narzeczona Sue Storm i jej brat Johnny Storm, oraz Ben Grimm), którzy w katastrofie statku kosmicznego zostali poddani promieniowaniu kosmicznemu zyskując niesamowite zdolności. Reed Richards stał się rozciągliwy, potrafi zmieniać kształt swojego ciała. Ben Grimm uzyskał pomarańczową, kamienną skórę, praktycznie niezniszczalną oraz nadludzką siłę. Sue Storm otrzymała moc niewidzialności oraz generowania zmiennokształtnego pola siłowego, a Johnny stał się człowiekiem-pochodnią, zdolnym podpalić swoje ciało siłą woli, bez uszczerbku na zdrowiu i wykorzystać płomienie do latania. Czwórka astronautów postanowiła wykorzystać swoje moce dla dobra ludzkości.
Co jest bardzo nietypowe dla komiksowych superbohaterów, w świecie w którym istnieją tożsamość całej czwórki jest jawna. Początkowo nie nosili żadnych wyróżniających ich na tle zwykłych ludzi kostiumów (co zmieniło się w trzecim numerze oryginalnej serii). Nigdy nie ukrywali swoich nazwisk, używają ich równoległe z pseudonimami. Często nie unikają dziennikarzy. Uczestniczą w konferencjach prasowych, akcjach charytatywnych i uświadamiających, ceremoniach otwierania szpitali etc. Pan Fantastyczny zapraszany jest na wykłady akademickie. Równie nietypowy jest fakt, że ich baza operacyjna także nie jest sekretem. To fikcyjny budynek wielorodzinny na Manhattanie, który z zewnątrz wygląda jak biurowiec. Jego nazwa to Baxter. Mają niewielu sąsiadów. Większość powierzchni zajmuje FF. Na dachu jest wielka cyfra 4.
Od czwartego numeru magazyn lansowany był śmiałym sloganem The World’s Greatest Comic Magazine!. Lee i Kirby tworzyli wspólnie miesięczniki komiksowe o przygodach czwórki superbohaterów, aż do numeru Fantastic Four vol. 1 #102 (wrzesień 1970), ustanawiając tym samym ówczesny rekord najdłużej działającego duetu twórczego w historii wydawnictwa, który jednak został pobity za sprawą duetu twórców magazynu Ultimate Spider-Man: Briana Michael Bendisa i Marka Bagleya (ostatnim ich wspólnym numerem był Ultimate Spider-Man vol. 1 #111 z września 2007). Po odejściu Kirby’ego w 1970 do konkurencyjnego wydawnictwa DC Comics, nowymi rysownikami serii zostali John Romita Sr., John Buscema, Rich Buckler i George Pérez, natomiast tacy scenarzyści jak m.in. Roy Thomas, Gerry Conway i Marv Wolfman przejęli serię po Stanie Lee. W latach 80. XX wieku, gdy seria zaczynała tracić popularność, scenarzysta John Byrne zdołał ją ożywić wprowadzając szereg zmian m.in. zastępując Thinga postacią She-Hulk (Ben później wrócił do podstawowego składu drużyny). Dodatkowo Byrne umocnił pozycję Sue Storm, która zazwyczaj była ukazywana jako stereotypowa „dziewczyna w opałach” i obdarzył ją charakterem przywódczyni, a także zmienił jej pseudonim z Invisible Girl na Invisible Woman. Po odejściu Byrne’a w 1986, jego prace kontynuowali tacy scenarzyści jak Roger Stern, Tom
DeFalco, Steve Englehart i Mark Waid, oraz artyści Jerry Ordway, Sal Buscema, Keith Pollard, Mike Wieringo i Walt Simonson.
Oprócz fantastycznych przygód (bardzo często pojawiały się motywy m.in. życia pozaziemskiego, podróży w czasie i podróży do równoległych światów), komiksy o Fantastycznej Czwórce opisują życie codzienne ludzi postawionych w roli superbohaterów. Ben Grimm czuje się jak potwór, przeraża ludzi mimo swych dobrych czynów (motywem przewodnim postaci stały się ucieczki Bena). Reed Richards i Sue Storm zostają małżeństwem i mają pierwsze dziecko o imieniu Franklin. Mają problemy niby czysto małżeńskie, jednak trafniejszym określeniem byłoby nazwanie ich czysto supermałżeńskimi. Johny Storm najbardziej korzysta ze swoich mocy i popisuje się nimi, zmienia dziewczyny jak rękawiczki i choć pragnie pozostać w stałym związku, nie potrafi. Do największych wrogów Fantastycznej Czwórki zalicza się m.in. szaleńca o straszliwie oszpeconej twarzy, Victora von Dooma, znanego bardziej jako Doktor Doom (swoją twarz skrywa za metalową maską), „pożeracza światów”, Galactusa oraz Mole-Mana – szalonego naukowca, który rządzi podziemnym królestwem, a także rasa kosmitów nazywanych Skrullami, którzy usiłowali dokonać inwazji na Ziemię.

## Podstawowy skład drużyny
Reed Richards/Mr. Fantastic (pol. Pan Fantastyczny) – przywódca drużyny Fantastycznej Czwórki. Naukowy geniusz.
- Moc: Jest elastyczny jak guma.

Benjamin J. „Ben” Grimm/Thing (pol. Stwór/Rzecz) – znakomity pilot.
- Moc: Jego ciało jest całe ze skały i ma super siłę.

Susan „Sue” Storm Richards/Invisible Girl/Invisible Woman (pol. Niewidzialna Kobieta) – narzeczona Reeda i siostra Johnny’ego.
- Moc: Niewidzialność i tworzenie pól ochronnych.

John „Johnny” Storm/Human Torch (pol. Ludzka Pochodnia) – brat Sue.
- Moc: Kontrolowanie ognia i latanie.

## Postacie poboczne
- Franklin Richards – syn Reeda i Sue. Starszy brat Valerii Richards. Jest mutantem poziomu Omega, posiadającym ogromne moce psioniczne (choć są one obecnie w stanie uśpienia).
- Valeria Richards – drugie dziecko Reeda i Sue. Podobnie jak jej starszy brat Franklin, jest istotną postacią w historiach o FF (choć pierwotnie zmarła podczas poronienia). Chociaż nadal jest dzieckiem, posiada ogromny intelekt, który dorównuje jej ojcu.
- H.E.R.B.I.E. (Humanoid Experimental Robot, B-type, Integrated Electronics) – robot skonstruowany przez Richardsa i Master Xana. Postać zapożyczona z serialu animowanego z 1978 roku.
- Norrin Radd/Silver Surfer (pol. Srebrny Surfer) – kosmita, tymczasowy podwładny potężnej kosmicznej istoty o nazwie Galactus. Później sam stał się superbohaterem.
- Jennifer „Jen” Walters/She-Hulk – kuzynka Bruce’a Bannera (Hulka) o podobnych mocach. Była członkini Avengers. Przyłączyła się do FF po odejściu Thinga.
- Medusalith Amaquelin Boltagon/Medusa – członkini rodziny królewskiej Inhumans z mocą kontroli bujnych włosów. Starsza siostra Crystal z Inhumans. Żona Black Bolta. Będąc pod wpływem amnezji działała we Frightful Four. Wkrótce odzyskała pamięć i kilka lat później dołączyła na jakiś czas do Fantastic Four jako zastępczyni Invisible Woman podczas jej małżeńskiej separacji z Mr. Fantastikiem.
- Uatu The Watcher – przedstawiciel pradawnej rasy obserwatorów (Watchers). Pilnuje naszego układu słonecznego i Ziemi. Pojawia się przeważnie podczas najistotniejszych wydarzeń rozgrywających się na naszej planecie m.in. ostrzegł Fantastic Four przed Silver Surferem – zwiadowcą Galactusa, który zagrażał Ziemi.
- Namor McKenzie/Namor Sub-Mariner – hybryda ludzkiego mutanta i atlantyda. Został wyleczony z amnezji przez Human Torcha. Występował jako sojusznik Czwórki, a innym razem jako ich wróg. Namor i Invisible Woman mieli ze sobą romans, jednak ostatecznie Sue zdecydowała się poślubić Mr. Fantastica.
- Peter Benjamin Parker/Spider-Man – ukąszony przez radioaktywnego pająka, Peter Parker zyskał niesamowite moce i umiejętności. Po tragicznej śmierci wujka zrozumiał, że wraz z otrzymaniem takich nadludzkich mocy wiąże się ogromna odpowiedzialność. Działa na terenie Nowego Jorku, gdzie musi się zmagać z najróżniejszymi złoczyńcami, ale też z życiem codziennym. Krótkotrwale był członkiem FF.

## Antagoniści
- Victor von Doom / Doctor Doom – geniusz i dyktator fikcyjnego państewka w Europie. Jego twarz została oszpecona, przez co nosi metalową maskę. Posiada intelekt na poziomie Richardsa oraz moce magiczne. Uważany za największego wroga czwórki bohaterów, a także jeden z najgroźniejszych złoczyńców w uniwersum Marvela.
- Galactus – jedna z najpotężniejszych istot we wszechświecie. Pierwotnie Galactus był humanoidalnym kosmitą o imieniu Galan, który urodził się na planecie Taa, która istniała przed narodzinami naszego wszechświata. Przedstawiany jest jako olbrzym, Galactus jest „pożeraczem światów”.
- Harvey Rupert Elder / Mole-Man – człowiek-kret, władca podziemnego królestwa Subterranea. Planuje on przejąć władzę w zewnętrznym świecie, który go odrzucił. Włada różnymi stworzeniami i ma dostęp do wysoko zaawansowanych technologii.
- Phillip Masters / Puppet Master – po uformowaniu glinianej figurki wybranej osoby przejmował kontrolę nad jej umysłem.
- Skrulls (pol. Skrulle) – zmiennokształtna rasa kosmitów, dążąca do przejęcia władzy nad światem. W alternatywnym uniwersum o nazwie Ziemia-1610 (seria Ultimate Marvel) ich odpowiednikami są Chitauri.
  - Super-Skrull – przedstawiciel rasy Skrulli, wyposażony w moce Fantastic Four, a także moc hipnozy.
- Kree – wysoce zaawansowana, militarystyczna rasa kosmitów.
  - Ronan / Ronan the Accuser – najwyższy oskarżyciel Imperium Kree.
- Frightful Four – drużyna będąca przestępczym odpowiednikiem Fantastic Four. Grupa zrzeszała różnych złoczyńców, na jej czele stoi Wizard, genialny naukowiec i inwestor.
- Red Ghost – rosyjski naukowiec który podał się wraz z trójką małp promieniowaniu kosmicznemu uzyskując moc stania się niematerialnym.

## Adaptacje

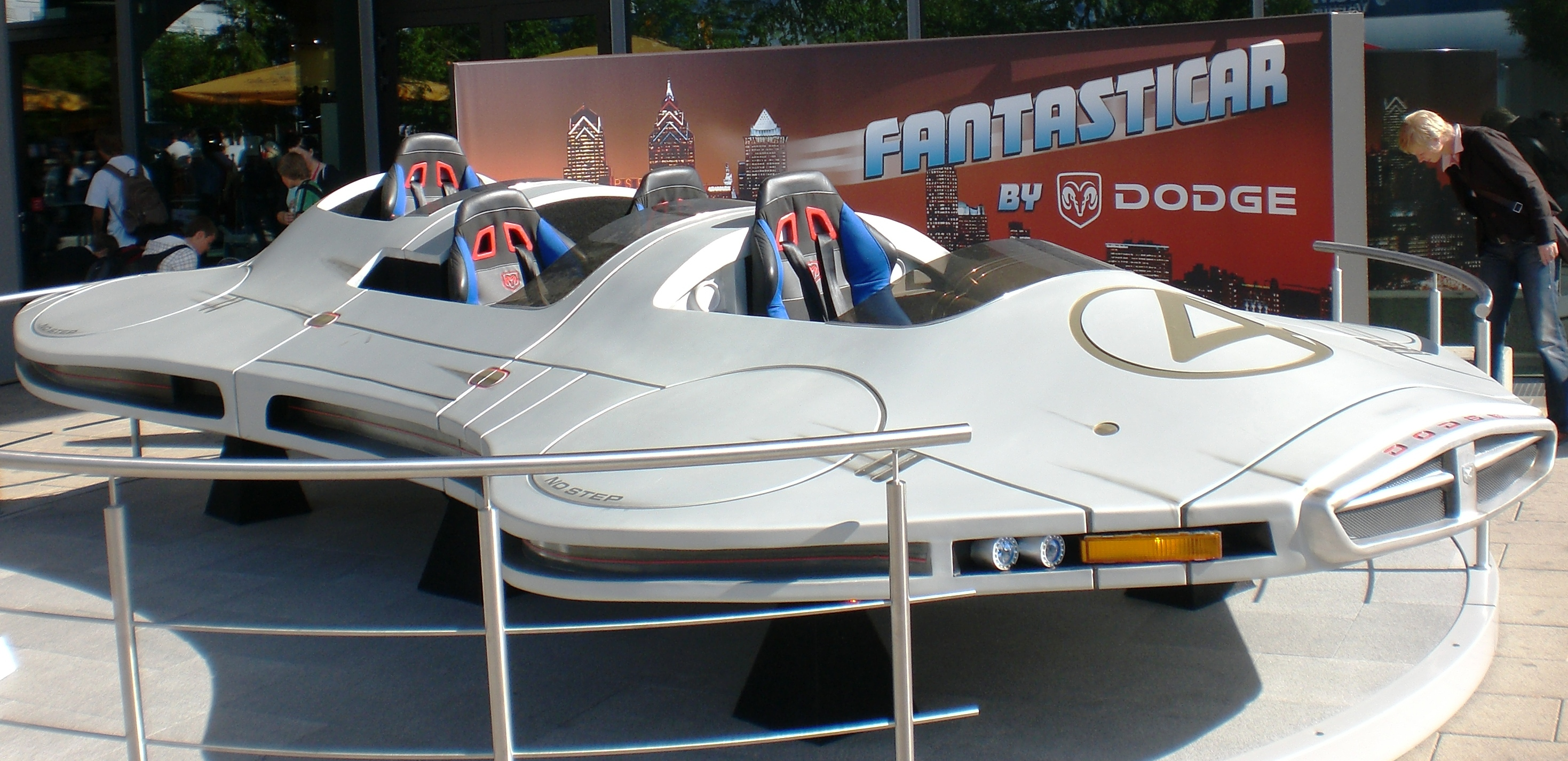
Filmowy pojazd Fantastic Four

### Filmy kinowe
- Fantastyczna Czwórka (Fantastic Four), reż: Oley Sassone (1994)
- Fantastyczna Czwórka (Fantastic Four), reż: Tim Story (2005)
- Fantastyczna Czwórka: Narodziny Srebrnego Surfera (Fantastic Four: Rise of the Silver Surfer), reż: Tim Story (2007)
- Fantastyczna Czwórka (Fantastic Four), reż: Josh Trank (2015)
- Fantastyczna 4: Pierwsze kroki (Fantastic Four: First Steps), reż: Matt Shakman (2025)

### Seriale animowane
- Fantastyczna Czwórka (Fantastic Four) (1967–1970)
- Fantastyczna Czwórka (Fantastic Four) (1978)
- Fantastyczna Czwórka (Fantastic Four) (1994–1996)
- Fantastyczna Czwórka (Fantastic Four: World’s Greatest Heroes) (2006–2007)

### Gry komputerowe
- Questprobe featuring Human Torch and the Thing – na platformy: Amstrad CPC, Apple II, Atari 8-bit, Commodore 64, DOS, ZX Spectrum (1985)
- Spider-Man Animated Series – na platformy: Sega Genesis, SNES (1995).
- Fantastic Four – na platformę: Game Boy (1997).
- Fantastic Four – na platformy: PlayStation 2, Xbox, GameCube, Microsoft Windows, Game Boy Advance (2005).
- Marvel: Ultimate Alliance – na platformy: PlayStation 2, Xbox, Xbox 360, Wii, Game Boy Advance, PSP i Windows (2006).
- Fantastic Four: Rise of the Silver Surfer – na platformy: PlayStation 2, PlayStation 3, Xbox 360, Wii, Nintendo DS (2007)
- Marvel: Ultimate Alliance 2 – na platformy: PlayStation 2, PlayStation 3, Xbox 360, Wii, Nintendo DS (2009)
- Lego Marvel Super Heroes – na platformy: PlayStation 3, PlayStation Vita, PlayStation 4, Xbox One, Nintendo DS i OS X (2013).